# Robert Solinger
Robert Edward Solinger, dit Bob Solinger, (né le 23 décembre 1925 à Star City, dans la province de la Saskatchewan au Canada, et mort le 10 décembre 2014) est un joueur professionnel canadien de hockey sur glace qui évoluait au poste d'ailier gauche.

## Carrière
Solinger passa l'essentiel de sa carrière professionnelle dans la Ligue américaine de hockey, au sein des clubs-écoles des franchises de la Ligue nationale de hockey. Il fit 98 apparitions dans la LNH avec les Maple Leafs de Toronto et disputa un match avec les Red Wings de Détroit.
En 1948, dans la LAH, il fut le premier lauréat du trophée Dudley-« Red »-Garrett venant récompenser le meilleur joueur recrue de la saison.
Lors de la saison 1966-1967, il fut à la fois joueur et entraîneur-chef des Nuggets d'Edmonton.

## Statistiques
| Saison     | Équipe                  | Ligue      |     | Saison régulière | Saison régulière | Saison régulière | Saison régulière | Saison régulière |    | Séries éliminatoires | Séries éliminatoires | Séries éliminatoires | Séries éliminatoires | Séries éliminatoires |
| Saison     | Équipe                  | Ligue      | PJ  | B                | A                | Pts              | Pun              | PJ               | B  | A                    | Pts                  | Pun                  |                      |                      |
| 1945-1946  | Falcons de Philadelphie | EHL        | 44  | 10               | 9                | 19               | 50               |                  |    |                      |                      |                      |                      |                      |
| 1945-1946  | Barons de Cleveland     | LAH        | 1   | 0                | 0                | 0                | 0                |                  |    |                      |                      |                      |                      |                      |
| 1946-1947  | Millers de Minneapolis  | USHL       | 2   | 0                | 0                | 0                | 0                | --               | -- | --                   | --                   | --                   |                      |                      |
| 1946-1947  | Flyers d'Edmonton       | WCSHL      | 38  | 11               | 16               | 27               | 72               | 4                | 4  | 3                    | 7                    | 10                   |                      |                      |
| 1947-1948  | Barons de Cleveland     | LAH        | 67  | 40               | 29               | 69               | 41               | 9                | 7  | 6                    | 13                   | 0                    |                      |                      |
| 1948-1949  | Barons de Cleveland     | LAH        | 68  | 16               | 31               | 47               | 29               | 5                | 3  | 3                    | 6                    | 4                    |                      |                      |
| 1949-1950  | Hornets de Pittsburgh   | LAH        | 44  | 10               | 17               | 27               | 34               | --               | -- | --                   | --                   | --                   |                      |                      |
| 1950-1951  | Hornets de Pittsburgh   | LAH        | 69  | 22               | 32               | 54               | 34               | 13               | 10 | 6                    | 16                   | 4                    |                      |                      |
| 1951-1952  | Hornets de Pittsburgh   | LAH        | 44  | 23               | 20               | 43               | 24               | 11               | 3  | 6                    | 9                    | 4                    |                      |                      |
| 1951-1952  | Maple Leafs de Toronto  | LNH        | 24  | 5                | 3                | 8                | 4                | --               | -- | --                   | --                   | --                   |                      |                      |
| 1952-1953  | Hornets de Pittsburgh   | LAH        | 42  | 26               | 30               | 56               | 51               | 10               | 4  | 5                    | 9                    | 24                   |                      |                      |
| 1952-1953  | Maple Leafs de Toronto  | LNH        | 18  | 1                | 1                | 2                | 2                | --               | -- | --                   | --                   | --                   |                      |                      |
| 1953-1954  | Hornets de Pittsburgh   | LAH        | 22  | 10               | 19               | 29               | 4                | 5                | 1  | 1                    | 2                    | 12                   |                      |                      |
| 1953-1954  | Maple Leafs de Toronto  | LNH        | 39  | 3                | 2                | 5                | 2                | --               | -- | --                   | --                   | --                   |                      |                      |
| 1954-1955  | Hornets de Pittsburgh   | LAH        | 46  | 12               | 24               | 36               | 36               | 10               | 6  | 7                    | 13                   | 6                    |                      |                      |
| 1954-1955  | Maple Leafs de Toronto  | LNH        | 17  | 1                | 5                | 6                | 11               | --               | -- | --                   | --                   | --                   |                      |                      |
| 1955-1956  | Hornets de Pittsburgh   | LAH        | 63  | 27               | 46               | 73               | 74               | 4                | 0  | 3                    | 3                    | 0                    |                      |                      |
| 1956-1957  | Bears de Hershey        | LAH        | 61  | 19               | 30               | 49               | 16               | 7                | 1  | 1                    | 2                    | 11                   |                      |                      |
| 1957-1958  | Bears de Hershey        | LAH        | 66  | 16               | 32               | 48               | 28               | 11               | 1  | 8                    | 9                    | 4                    |                      |                      |
| 1958-1959  | Bears de Hershey        | LAH        | 69  | 12               | 24               | 36               | 46               | 12               | 3  | 7                    | 10                   | 23                   |                      |                      |
| 1959-1960  | Flyers d'Edmonton       | WHL        | 21  | 10               | 9                | 19               | 14               | 4                | 0  | 1                    | 1                    | 0                    |                      |                      |
| 1959-1960  | Bears de Hershey        | LAH        | 45  | 8                | 15               | 23               | 18               | --               | -- | --                   | --                   | --                   |                      |                      |
| 1959-1960  | Red Wings de Détroit    | LNH        | 1   | 0                | 0                | 0                | 0                | --               | -- | --                   | --                   | --                   |                      |                      |
| 1960-1961  | Flyers d'Edmonton       | WHL        | 67  | 23               | 19               | 42               | 10               | --               | -- | --                   | --                   | --                   |                      |                      |
| 1961-1962  | Seals de San Francisco  | WHL        | 70  | 30               | 55               | 85               | 4                | 2                | 1  | 0                    | 1                    | 0                    |                      |                      |
| 1962-1963  | Blades de Los Angeles   | WHL        | 67  | 33               | 43               | 76               | 28               | 3                | 2  | 1                    | 3                    | 2                    |                      |                      |
| 1963-1964  | Blades de Los Angeles   | WHL        | 59  | 13               | 20               | 33               | 25               | 6                | 2  | 2                    | 4                    | 0                    |                      |                      |
| 1966-1967  | Nuggets d'Edmonton      | WCSHL      | 25  | 7                | 17               | 24               | 26               | 8                | 4  | 3                    | 7                    | 10                   |                      |                      |
| 1967-1968  | Nuggets d'Edmonton      | WCSHL      |     | 2                | 4                | 6                | 6                |                  | 3  | 6                    | 9                    | 6                    |                      |                      |
| 1968-1969  | Monarchs d'Edmonton     | ASHL       | 30  | 8                | 25               | 33               | 36               | 6                | 0  | 7                    | 7                    | 2                    |                      |                      |
| Totaux LNH | Totaux LNH              | Totaux LNH | 99  | 10               | 11               | 21               | 19               | --               | -- | --                   | --                   | --                   |                      |                      |
| Totaux LAH | Totaux LAH              | Totaux LAH | 662 | 233              | 334              | 567              | 417              | 97               | 39 | 53                   | 92                   | 92                   |                      |                      |